# حسینقلی نظام‌السلطنه
میرزا حسینقلی‌خان نظام‌السلطنهٔ مافی (۱۲۴۸ ه‍.ق/۱۲۱۱ ه‍.خ–۸ رجب ۱۳۲۶ ه‍.ق/۱۵ امرداد ۱۲۸۷ ه‍.خ)، پسر محمدشریف خان مافی، یکی از رجال معروف ایران قاجاری می باشد. وی مردی ادیب، خوش خط، شعر پرور، کاردان و کافی، بسیار زرنگ و موقع شناس بوده است. وی چهارمین نخست‌وزیر ایران و نخست وزیر محمدعلی‌شاه قاجار بود.

## زندگی سیاسی

### دوران ناصرالدین‌شاه
حسینقلی مافی پس از پایان تحصیلات در جوانی جزو منشیان دستگاه حکومتی سلطان‌مراد میرزا حسام‌السلطنه فاتح هرات بود و به تدریج در همان دستگاه ترقی نمود و تا سال ۱۲۵۰ خورشیدی به ترتیب مناصب تفنگدارباشی، حاکم بوشهر، حاکم کازرون و ممسنی و پیشکار را از حسام‌السلطنه اخذ نمود. از آن پس تحت فرمان یحیی خان معتمدالملک از سال ۱۲۵۳ خورشیدی حاکم یزد، ملقب به سعدالملک، حاکم بوشهر، دشتی و دشتستان گردید. وی سپس در اداره آقامحمدابراهیم امین‌السلطان وارد شده و تاسال ۱۲۶۱ خورشیدی متصدی تمام غلات ایران شد که در این سال حاکم و متصدی گمرکات بنادر خلیج فارس گردید. پس از جانشینی امین السلطان دوم به جای پدرش آقامحمد ابراهیم، حسینقلی مافی در سال ۱۲۶۵ خورشیدی حاکم خمسه، دو سال بعد در سفر ناصرالدین‌شاه به قم توسط وی ملقب به نظام‌السلطنه، حاکم خوزستان و استان چهارمحال و بختیاری گردید و در سالهای ۱۲۶۹ و ۱۲۷۰ خورشیدی متصدی امور بنادر و گمرکات در بوشهر بود. وی در این مدت مانند سایر حکام قاجار املاک زیادی برای خود در خوزستان، فارس، زنجان، آذربایجان و غیره فراهم نمود. 

### دوران مظفرالدین‌شاه
نظام‌السلطنه تا ماه هشتم سلطنت مظفرالدین‌شاه حاکم خوزستان و بختیاری و لرستان و بروجرد بود تا اینکه در دی ماه ۱۲۷۵ خورشیدی به تهران فراخوانده شده و به وزارت تجارت و وزارت عدلیه در هیئت وزرایی که رئیس الوزرا نداشت و در حقیقت تحت ریاست علی‌قلی مخبرالدوله وزیر داخله بود منصوب گردید. وی در عهد صدارت علی امین‌الدوله در همین منصب باقی ماند ولی به سبب اختلافات داخل دولت چندان کاری به وی ارجاع نمیشد. پس از عزل امین‌الدوله در ۱۵ خرداد ۱۲۷۵ خورشیدی و بروی کار آمدن مجدد میرزا علی‌اصغر امین السلطان، نظام‌السلطنه وزیر مالیه، در ۱۲۷۸ خورشیدی به پیشکاری محمدعلی میرزا ولیعهد و حکومت آذربایجان منصوب گردید. در دور دوم سفر مظفرالدین شاه به اروپا در سال ۱۲۸۴ خورشیدی که محمدعلی میرزا به نیابت سلطنت در تهران به جای پدرش اقامت داشت و نظام‌السلطنه در تبریز حکومت می کرد، واقعه قتل جعفرآقا شکاک به دستور محمدعلی میرزا بدست نظام‌السلطنه رخ داد. 

### صدراعظمی محمدعلی‌شاه
در صدارت میرزا علی‌اصغر امین السلطان (۱۲ اردیبهشت ۱۲۸۶ ه‍.خ تا ۸ شهریور ۱۲۸۶ ه‍.خ) در ایام سلطنت محمدعلی‌شاه، نظام‌السلطنه به حکومت اصفهان و سپس فارس مامور شد. پس از قتل میرزا علی‌اصغر امین السلطان و عدم دوام دولتهای احمد مشیرالسلطنه و ابوالقاسم ناصرالملک، اختلاف بین دربار و مجلس بالا گرفت و واقعه میدان توپخانه رخ داد. در این شرایط محمدعلی‌شاه نظام‌السلطنه را که طرف توجه اکثر وکلای مجلس بود به صدارت برگزید. وی در ۲۹ آذر ۱۲۸۶ کابینه‌اش را به مجلس معرفی کرد که در آن اشخاص طرف اعتماد مشروطه خواهان مانند حسن پیرنیا، مهدی قلی خان مخبرالسلطنه و مرتضی‌قلی صنیع‌الدوله عضویت داشتند. وی تا مدتی وزارت مالیه را و سپس وزارت داخله را نیز همزمان عهده‌دار بود.
در اسفند ۱۲۸۶ خورشیدی مقارن با فوت تنها پسرش میرزاحسین خان در سن ۲۲ سالگی که تازه پس از تکمیل تحصیلات در لندن به تهران باز گشته بود از صدارت استعفا داد. وی یک هفته بعد هیئت دولت دوم خود را تشکیل داد. این دولت نیز در دوازدهم اردیبهشت ۱۲۸۷ خورشیدی استعفا داد ولی توسط مجلس پذیرفته نشد و تنها با حذف عزیزالله میرزا ظفرالسلطنه از وزارت جنگ هیئت دولت سوم خود را ۱۶ اردیبهشت ۱۲۸۷ خورشیدی معرفی نمود. اما این دولت نیز یک ماه بیشتر دوام نیاورد و نظام‌السلطنه با دادن استعفا بکلی از کار کناره جست.
نخست‌وزیری اش پنج ماه و نیم به طول انجامید.  سعی نظام‌السلطنه و وزرای او این بود که اختلاف دربار و مجلس را با آشتی و مصالحه تمام کند و دولت وی به این کار موفق شد و در نتیجه واقعه میدان توپخانه پراکنده گشت و در این دوره بود که محمدعلیشاه در حفظ اساس مشروطیت به قرآن مجید سوگند خورد و وکلای مجلس و مردم تا حدی از جانب او و خیالات سوئش اطمینان حاصل کردند. ولی پس از واقعه انداختن بمب به کالسکه محمدعلیشاه در ۸ اسفند ۱۲۸۶ خورشیدی بود که سوء ظن محمدعلیشاه به دولت تشدید شود که منجر به کناره گیری کامل وی شد. محمدعلی‌شاه پس از این کناره گیری میرزا احمدخان مشیرالسلطنه را مأمور تشکیل کابینه کرد. این کابینه همان است که در همانسال مجلس را به توپ بست.  استعفای او در خرداد ۱۲۸۷ پذیرفته شد و از هفدهم خرداد مشیرالسلطنه به جای او نخست‌وزیر گردید

## فوت
فوت یگانه پسر وی در بیستم محرم ۱۳۲۶ ه‍.ق مصادف با سوم اسفند ۱۲۸۶ خورشیدی چنان نظام‌السلطنهٔ را از پای در آورد که قریب پنج ماه بعد از آن واقعه یعنی در تابستان ۱۳۲۶ ه‍.ق/۱۲۸۷ خورشیدی جان سپرد و در جوار امامزاده عبدالله شهر ری به خاک سپرده شد.